# Imagined Corners
Imagined Corners er en eksperimentalfilm fra 1999 instrueret af Charles Moulton efter eget manuskript.

## Handling
En historie om 3 individers indre oplevelse af det afgørende øjeblik i deres forvandlingsproces. Alle 3 individer har på deres egen måde en karakteristisk tankegang, som er med til at fremme den personlige ændring.